# Orlando Bridgeman (1er baronnet de Great Lever)
Sir Orlando Bridgeman, 1er baronnet (30 janvier 1606 - 25 juin 1674) est un juriste, avocat et homme politique de common law anglais qui siège à la Chambre des communes de 1640 à 1642. Il soutient la cause royaliste dans la guerre civile anglaise. 

## Biographie

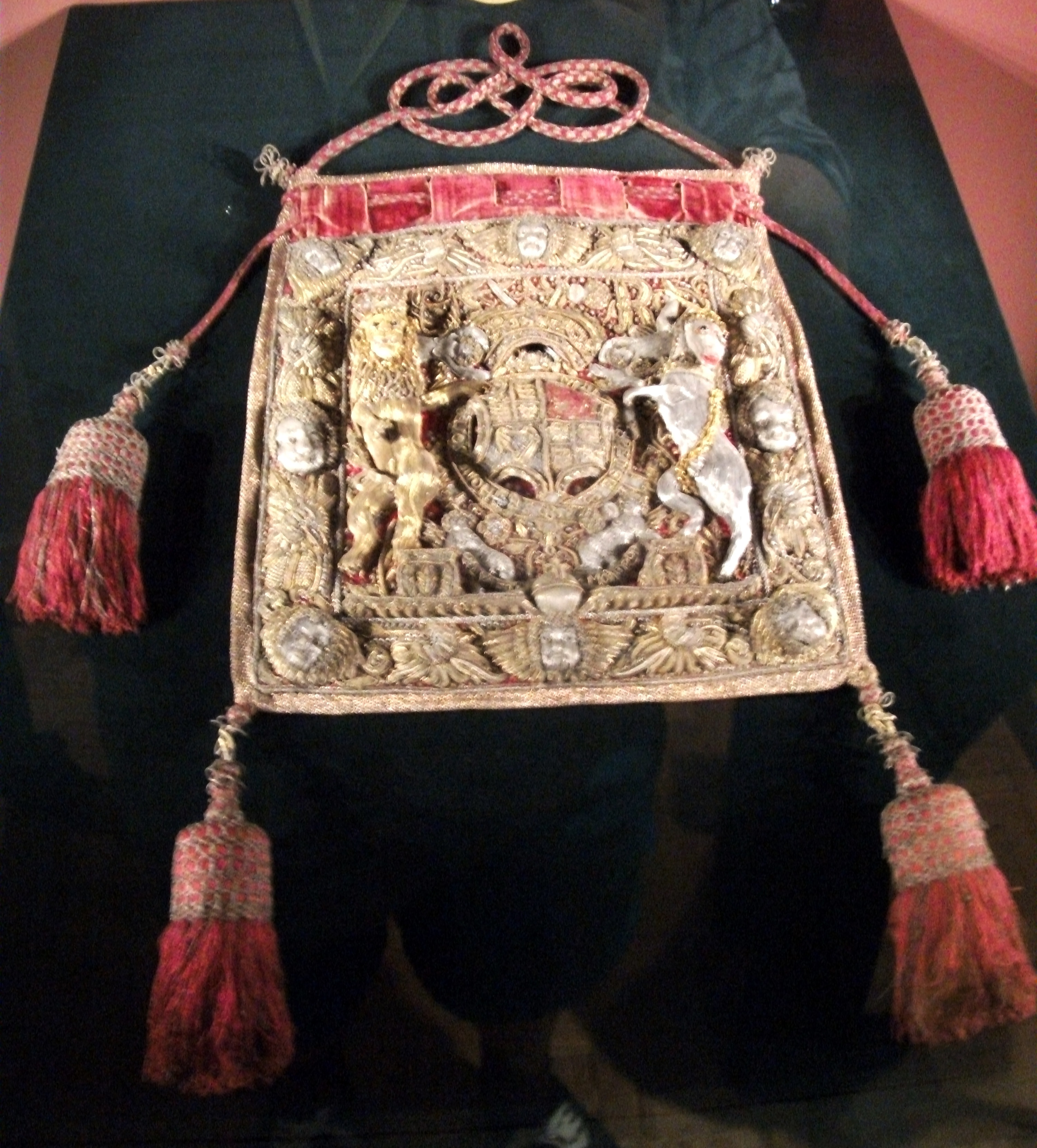
Sac de cérémonie à Weston Park, utilisé par Sir Orlando comme Lord Gardien du Grand Sceau, 1667-1672

Il est le fils de John Bridgeman (évêque) (en), évêque de Chester, et de son épouse Elizabeth Helyar, fille du révérend William Helyar. Il fait ses études au Queens 'College de Cambridge et obtient un baccalauréat ès arts en 1624 . La même année, il devient membre du Magdalene College de Cambridge et est admis au barreau du Inner Temple. Il travaille comme avocat jusqu'en 1632, devenant vice-chambellan de Chester en 1638. En 1640, il est nommé procureur de la Cour des quartiers et solliciteur général de Charles, prince de Galles. 
En avril 1640, Il est élu député de Wigan au Court Parlement. Il est réélu député de Wigan pour le long Parlement en novembre 1640. Il se rallie à la cause royale et, en 1642, assiste James Stanley (7e comte de Derby) à Chester contre les forces parlementaires. En conséquence, il est empêché de siéger au Parlement le 29 août 1642 . Il est fait chevalier par le roi en 1643. De 1644 à 1646, il est Custos Rotulorum de Cheshire. En 1645, il est commissaire au traité d'Uxbridge. 
Le 30 mai 1660, Bridgeman est nommé sergent en chef et, deux jours plus tard, lord chef baron de l'Échiquier. La semaine suivante, le 7 juin 1660, il est créé baronnet, de Great Lever, dans le Lancashire. De 1660 à 1668, il est juge en chef de la Cour des plaids communs, et de 1667 à 1672 Lord Keeper du grand sceau, démissionnant parce qu'il refuse d'appliquer le Grand Sceau à la Déclaration royale d'indulgence, qu'il considère comme trop généreuse pour les catholiques. En 1668, il est membre de la New England Company. Dans ses dernières années, Bridgeman nomme le poète, théologien et prêtre métaphysique Thomas Traherne (v.   1637-1674) comme aumônier privé à Teddington et soutient la publication de ses écrits. Bridgeman est décédé à l'âge de 65 ans à Teddington, Middlesex et y est enterré. 
Bridgeman est très apprécié en son temps pour sa participation au procès des régicides du roi Charles Ier en 1660, et pour l'élaboration d'instruments juridiques complexes pour le transfert de biens fonciers. Parmi les inventions les plus durables de Bridgeman figure un dispositif pour le 22e comte d'Arundel, qui conduit à la création dans l'affaire du duc de Norfolk, 3 Ch. Ca. 1, 22. Eng. 931 (Ch. 1681), de la Règle contre les perpétuités. Après le Grand incendie de Londres il est l'un des juges nommés pour résoudre les différends concernant les conflits de propriété découlant de l'incendie. 

## Famille
Il se marie deux fois, d'abord avec Judith Kynaston, fille de John Kynaston, le 30 janvier 1627 ou 1628. Ils ont deux enfants: 
- Mary Bridgeman, mariée, d'abord Sir Edward Morgan, mariée ensuite Richard Hanbury
- Sir John Bridgeman, 2e baronnet (1631–1710)

En secondes noces, il épouse Dorothy Saunders, fille de John Saunders. Ils ont trois enfants: 
- Sir Francis Bridgeman, a épousé Susan Barker, fille de Sir Richard Barker
- Sir Orlando Bridgeman (1er baronnet de Ridley) (décédé en 1701)
- Charlotte Bridgeman (décédée en 1694), épouse Thomas Myddelton (2e baronnet) en 1677